# OGA
OGA (англ. Orchid Graphics Adapter) — графічний адаптер для IBM PC-сумісних комп'ютерів, випущений в 1982 році компанією Orchid Technology.
Був призначений для забезпечення монохромних графічних можливостей з високою роздільною здатністю для моніторів, які використовують текстовий режим. Був націлений на бізнес-ринок і був одним з трьох подібних адаптерів для ПК (іншими є Plantronics Colorplus і Hercules Graphics Card). Пропонував монохромний режим 720х350 пікселів і вимагав наявності діючої відео-плати MDA. Робота забезпечувалася підтримкою GSX-86.